# Alfred Stief
Alfred Stief (* 1952 in Recklinghausen; † 9. November 2022) war ein deutscher Künstler der Art brut, der viele Jahre im Maßregelvollzug verbrachte.

Handschuh um 1990

## Leben
Alfred Stief wurde 1952 als dritter Sohn von fünf Kindern eines Arbeiters in Recklinghausen geboren. Als introvertiertes Kind lernte er von einer Tante das Häkeln. Im Alter von acht Jahren erlitt er einen Verkehrsunfall, durch den bei ihm eine Leistungsschwäche zurückblieb. Er besuchte die Sonderschule, auf der er einen schwachen Abschluss erreichte. Danach arbeitete er auf Bauernhöfen, anschließend 18 Jahre als Hilfsarbeiter auf dem Bau und begann zu trinken. Erstmalig im Alter von 19 Jahren musste er für eine Suchtbehandlung in die Psychiatrie. Nachdem er 1985 betrunken eine Frau belästigt hatte, wurde er wegen versuchter Vergewaltigung in die forensische Abteilung der Klinik für Psychiatrie in Benninghausen eingewiesen. Von 1990 bis 2009 lebte er in verschiedenen Einrichtungen des Maßregelvollzuges.
Unterstützt und gefördert wurde Stief durch Susanne Lüftner, die er 1992 kennenlernte, als Lüftner in der Westfälischen Klinik für Psychiatrie in Benninghausen als Künstlerin mit Patienten arbeitete. Sie vertrat ihn in ihrer „Kunst-Praxis Galerie“ in Soest und organisierte seine Teilnahme an Gruppenausstellungen mit Outsider Art und Art brut, wie 2015 die Teilnahme an der Ausstellung „Avatar und Atavismus“ in der Kunsthalle Düsseldorf. 2005 schenkte Lüftner der Sammlung Prinzhorn eine gehäkelte Arm-Skulptur.
Susanne Lüftner unterstützte Stief in seiner künstlerischen Tätigkeit. Sie sorgte für Wolle, die er zum Häkeln benötigte, und erkundigte sich nach der Bedeutung seiner Arbeiten. Stief verhäkelte alle Reste, die er bekommen konnte; Bindfäden, aber auch farblich schrille Garne. Da er zumeist mit mehreren Fäden gleichzeitig arbeitete, störten diese Farbtöne seine Kompositionen nicht. Um starre Bindfäden zu verhäkeln, nutzte er eine eigene Technik und eine schwere Knüpfnadel, die eigentlich zum Teppichknüpfen benutzt wird. Zu seinen Werken gehörten Hüte, die oben offen sind, damit das Denken frei bleibt, Kannen, Becher, Schubkarren, Bildteppiche und Köpfe, die die Zunge herausstrecken. Auch häkelte er archaisch anmutende Figuren und Tiere, deren Penisse sich aus- und einfahren lassen, Häuser, die wie Gefängnisse aussehen und vollgestopft sind mit Puppen.
Der Kontakt zu Stief wurde Lüftner 1993 zu ihrem Schutz untersagt, denn angeblich habe er sexuelle Fantasien ihr gegenüber entwickelt. Dennoch versorgte sie ihn weiter mit Material und archivierte seine Werke. Als ihr verboten wurde, Stiefs Arbeiten und die eines anderen Künstlers aus der Forensik auszustellen, kündigte sie ihre Arbeit in der Anstalt. Sie stellte die Werke anschließend in ihrer Ausstellung „Aus den Augen, aus dem Sinn“ aus. 2007 wurde Stief zunächst in einem Pflege- und Betreuungsheim in Bad Pyrmont untergebracht, jedoch acht Monate später zurück in die Maßregelvollzugsklinik Rheine verlegt, weil er angeblich eine „manische Entgleisung“ gezeigt habe. Dort wurde er mit Psychopharmaka und Sedativa behandelt. Auch wurde ihm verboten, seine Kunst weiter auszuüben.
Lüftner stellte Strafanzeige gegen die Verantwortlichen der Klinik wegen Misshandlung Schutzbefohlener und Freiheitsberaubung. Zudem engagierte sie einen Rechtsanwalt, als im November 2008 erneut die Fortdauer seiner Unterbringung von der 18. Strafvollstreckungskammer des Landgerichts Münster angeordnet wurde. Der Anwalt legte Beschwerde gegen die Anordnung des Gerichts ein und bekam vom Oberlandesgericht Hamm Recht. Am 1. Juni 2009 wurde Alfred Stief aus dem Maßregelvollzug entlassen und lebte zunächst in einem Altenheim in der Nähe von Osnabrück.
Alfred Stief wohnte ab 2012 in einem Pflegeheim in Soest und besuchte regelmäßig das Atelier der Kunst-Praxis von Susanne Lüftner. Sein Werk umfasst Bildcollagen unter Verwendung von Draht, Wachs, Erde, Wolle und Haaren. Er malte mit Plakafarben detaillierte, verschlüsselte, biographisch motivierte Bilder. Mehrfach gestaltete er Märchenthemen wie Schneewittchen und die sieben Zwerge, Hans im Glück oder Hänsel und Gretel. Seine Malgründe waren oft aneinander geklebte Papier-, Pappe- oder Folienfundstücke. Stief verwendete Zahlen und Schriftzüge sowohl als Gestaltungselemente als auch als verschlüsselte Botschaften, Hilferufe, Beschwörungen und Warnungen. Vor 1992 entstandene Werke sind nicht bekannt. Alfred Stief starb am 9. November 2022.

## Ausstellungen

### Einzelausstellungen
- 2003: „Bindfadenobjekte“, Galerie Zander, Köln

### Gruppenausstellungen
- 1993: „Aus den Augen – aus dem Sinn“, Neu-Sankt-Thomäkirche, Soest
- 1994: „Karl Burkhard, Andreas Duda, Ralf Grimm, Alfred Stief, med. Gustav Struck“, Galerie Lüftner, Kunst-Praxis, Soest-Müllingsen
- 1995: „Ans Licht geholt“, Kunstpalast, Düsseldorf
- 1996: „Immer in mir – immer in das Meer“, NRW-Landesinstitut, Soest und Galerie Lüftner, Soest-Ampen
- 1997: „Bilder aus der Kunst-Praxis“, Alter Schlachthof, Soest
- 1997: „6 Künstler der Kunst-Praxis“, Drüggelter Kunststückchen, Möhnesee
- 1998: „Bilder aus der Kunst-Praxis“, Amtsgericht, Soest
- 1999: „Karl Burkhard, Alfred Stief, med. Gustav Struck“, Galerie Survival Art, CCH, Hamburg
- 1999: „Karl Burkhard, Alfred Stief, med. Gustav Struck u. a.“ Akademie der Bildenden Künste, Hamburg
- 2000: „Outsider art Fair“, New York
- 2001: „Mein Haus – mein Herz“, Kunsthaus Kannen, Münster
- 2003: „Outsider art fair“, New York
- 2004: „Poupées“, Halle Saint Pierre, Paris (Katalog)
- 2004: „Sammlung der Kunst-Praxis – Galerie Lüftner“, Kunst im Turm, Lippstadt
- 2005: „Hand mit langem Arm“, Sammlung Prinzhorn, Heidelberg
- 2009: „Parallelwelten - Leben und Werk, Retrospektive Susanne Lüftner,“ Galerie König, Münster
- 2009: „Parallelwelten - Leben und Werk, Retrospektive Susanne Lüftner,“ Kunstmuseum Wilhelm-Morgner-Haus, Soest
- 2010: „Outdoor and Outside“, Ausstellung im Rahmen der Kulturhauptstadt Ruhrgebiet 2010 in der Kunsthalle Recklinghausen
- 2011: „Gestrickt, geklebt, geknotet ...“, Kunsthaus Kannen, Münster[8]
- 2015: „Avatar und Atavismus“, Kunsthalle Düsseldorf[9]
- 2016: „Gegen Faulheit. Neues und Ungesehenes aus der Sammlung Prinzhorn“, Heidelberger Kunstverein[10]